# Contea di Jasper (Carolina del Sud)
La contea di Jasper (in inglese Jasper County) è una contea dello Stato della Carolina del Sud, negli Stati Uniti. La popolazione al censimento del 2000 era di 20 678 abitanti. Il capoluogo di contea è Ridgeland.

## Geografia
La contea si trova nel sud-ovest dello Stato, al confine con la Georgia. Il confine ovest è formato dal fiume Savannah. La contea si affaccia per un breve tratto sull'Oceano Atlantico e comprende qualche Sea Islands.

### Contee confinanti
- Contea di Hampton - nord
- Contea di Beaufort - est
- Contea di Chatham (Georgia) - sud
- Contea di Effingham (Georgia) - ovest

## Storia
La contea fu formata nel 1912 da parte delle contee di Beaufort e Hampton e fu chiamata così in onore del sergente William Jasper, soldato durante la rivoluzione americana.

## Comuni
Nella contea si trovano la city di Hardeeville e la town di Ridgeland, il capoluogo.